# Кащенко, Мария Николаевна
Мария Николаевна Кащенко (25 февраля [9 марта] 1893, Томск — не ранее 1954, Евпатория, Таврическая губерния) — советский врач-хирург. Участвовала в становлении детской хирургии в Евпатории.

## Биография
Родилась 25 февраля (9 марта) 1983 года в Томске. Отец — Николай Феофанович Кащенко (1855—1935), профессор, ректор Томского университета.
Окончила Императорский университет Святого Владимира в Киеве (1916). После этого работала в Симферополе ординатором медицинского факультета Таврического университета. С 1924 года — ординатор, а с 1932 по 1954 год — заведующая хирургическим отделением Евпаторийской городской больницы. В годы оккупации Крыма нацистами продолжала работать в Евпатории. В конце 1940-х прошла специализацию про травматологии. С конца 1940-х годов возглавляла онкологический пункт при больнице. Руководила операционным пунктом переливания крови. Одна из основателей детской хирургии в Евпатории, вела хирургическую практику в детской поликлинике.
Автор воспоминаний об отце «Воспоминания о Н. Ф. Кащенко», которые были опубликованы в 1950 году в журнале «Учёные записки Томского университета».
В 1954 году получила 1-ю группу инвалидности и вышла на пенсию. Скончалась в Евпатории. Дата смерти неизвестна.